# Unione Sportiva Russi 1931-1932
Questa pagina raccoglie i dati riguardanti l'Unione Sportiva Russi nelle competizioni ufficiali della stagione 1931-1932.

## Rosa
| N. |                   | Ruolo | Calciatore        |
| -- | ----------------- | ----- | ----------------- |
|    | Italia (bandiera) | C     | Demetrio Brei     |
|    | Italia (bandiera) | C     | Luigi Bruni       |
|    | Italia (bandiera) | D     | Cesare Cassanelli |
|    | Italia (bandiera) | P     | Antonio Conti (I) |
|    | Italia (bandiera) | D     | Conti (II)        |
|    | Italia (bandiera) | A     | Cottignola        |
|    | Italia (bandiera) | P     | Grisandi          |
|    | Italia (bandiera) | D     | Bruno Guermani    |

| N. |                   | Ruolo | Calciatore       |
| -- | ----------------- | ----- | ---------------- |
|    | Italia (bandiera) | C     | Amos Melandri    |
|    | Italia (bandiera) | D     | Randi            |
|    | Italia (bandiera) | D     | Secondo Ricci    |
|    | Italia (bandiera) | C     | Alberto Savigni  |
|    | Italia (bandiera) | D     | Tasselli         |
|    | Italia (bandiera) | C     | Arturo Turchetti |
|    | Italia (bandiera) | P     | Vaselli          |